# Rocco Morabito (Mafioso, 1966)
Rocco Morabito (* 13. Oktober 1966 in Africo (Kalabrien)) ist ein italienischer Krimineller, der Boss eines Clans der kalabresischen Mafiaorganisation ’Ndrangheta war.
Morabito gehört zur kalabresischen Mafia ’Ndrangheta und wurde in Abwesenheit unter anderem wegen Drogenhandels und Mafia-Zugehörigkeit zu 30 Jahren Haft verurteilt. Er stand für 23 Jahre auf der Top-Fahndungsliste der italienischen Behörden. Bis zu seiner Festnahme am 4. September 2017 lebte er unter dem Namen „Francisco Antonio Capeletto Souza“ in einer Villa in Punta del Este in Uruguay.
Ihm wird vorgeworfen, von 1988 bis 1994 in den internationalen Drogenhandel verwickelt gewesen zu sein. Dabei soll Morabito unter anderem für den Drogentransport in Italien und für die Verteilung der Drogen in Mailand verantwortlich gewesen sein. Auch soll er im Jahr 1993 versucht haben, einen Transport von 630 Kilo Kokain von Brasilien nach Italien zu organisieren.
Am 24. Juni 2019 brach Morabito zusammen mit drei weiteren Insassen aus dem Gefängnis in Montevideo aus. Sie entkamen durch ein Loch im Dach und flüchteten anschließend über die Dächer. Am 24. Mai 2021 wurde er in der brasilianischen Küstenstadt João Pessoa gefasst und im Juli 2022 nach Italien ausgeliefert.